# Byfornyelse - hvorfor og hvordan
|  | Denne artikel er oprettet af botten Steenthbot ud fra en ekstern database. Den kan derfor have sproglige fejl eller mangler. Denne skabelon kan fjernes efter kontrol af indholdet. |

Byfornyelse - hvorfor og hvordan er en dansk oplysningsfilm fra 1980 instrueret af Michael Varming.

## Handling
Byfornyelsens nødvendighed og hvordan den kan gennemføres beskrives med fotos af forskellige saneringsmodne bygninger i Københavnsområdet.